# برنهارد کلرمان
برنهارد کلرمان (آلمانی: Bernhard Kellermann؛ ۴ مارس ۱۸۷۹ – ۱۷ اکتبر ۱۹۵۱) یک شاعر، و سیاست‌مدار اهل آلمان بود.